# Neuburg (Mecklenburg)
Neuburg település Németországban, Mecklenburg-Elő-Pomeránia tartományban. Lakosainak száma 2163 fő (2023. december 31.).

## Népesség
A település népességének változása:
| Lakosok száma | 2048 | 2092 | 2104 | 2146 | 2148 | 2163 |
|               | 2014 | 2017 | 2019 | 2021 | 2022 | 2023 |